# Capitan Newman
Capitan Newman è un film del 1963 diretto da David Miller.

## Trama
Il capitano Josiah J. Newman è il responsabile della sezione neuropsichiatrica di una base militare, dove si prende cura dei piloti feriti e traumatizzati dalle esperienze della seconda guerra mondiale.